# إيوان هينج
إيوان هينج (بالإنجليزية: Euan Heng)‏ هو رسام أسترالي، ولد في 1945 في Oban ‏ في المملكة المتحدة.